# Saint-Sulpice-sur-Risle
Saint-Sulpice-sur-Risle är en kommun i departementet Orne i regionen Normandie i nordvästra Frankrike. Kommunen ligger i kantonen L'Aigle-Est som tillhör arrondissementet Mortagne-au-Perche. År 2022 hade Saint-Sulpice-sur-Risle 1 587 invånare.

## Befolkningsutveckling
Antalet invånare i kommunen Saint-Sulpice-sur-Risle
| Referens: INSEE |